# 埃希热
埃希热（法語：Échigey，法語發音：[eʃiʒɛ]）是法国科多尔省的一个市镇，属于第戎区。

## 地理
埃希热（47°11'0"N, 5°11'47"E）面积5.45 平方千米，位于法国勃艮第-弗朗什-孔泰大區科多尔省，该省份为法国中东部省份，北起奥布省，西接涅夫勒省和约讷省，南至索恩-卢瓦尔省，东南接汝拉省，东临上索恩省，东北部与上马恩省接壤。
与埃希热接壤的市镇（或旧市镇、城区）包括：隆日库尔昂普莱讷、布拉泽昂普莱讷、艾斯雷、塔尔。

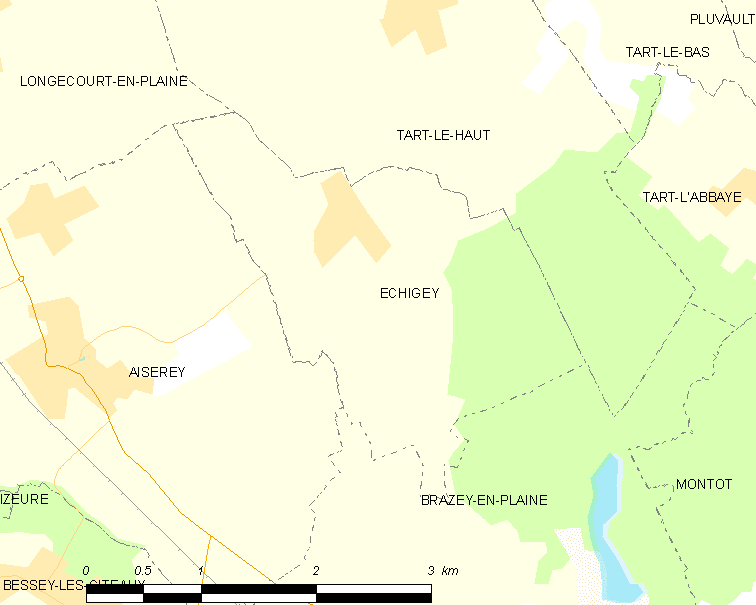
埃希热的OSM定位图

埃希热的时区为UTC+01:00、UTC+02:00（夏令时）。

## 行政
埃希热的邮政编码为21110，INSEE市镇编码为21242。

## 政治
埃希热所属的省级选区为让利斯县。

## 人口

1962-2008年间埃希热人口变化图示

埃希热于2022年1月1日时的人口数量为307人。